# Sympycnus arunensis
Sympycnus arunensis är en tvåvingeart som beskrevs av Jennifer L. Hollis 1964. Sympycnus arunensis ingår i släktet Sympycnus och familjen styltflugor.
Artens utbredningsområde är Nepal. Inga underarter finns listade i Catalogue of Life.